# أورلاند
أورلان، بالنرويجية Ørland، هي بلدية في مقاطعة سور تروندلاغ وتنتمي لإقليم فوسان. المقر الإداري للبلدية هو مدينة براكستاد (منحت صفة مدينة سنة 2005). تضم البلدية عدة قرى من بينها: أوتهاوغ، أوبهاوغ وأوترسبو.

## معلومات عامة
تأسست بلدية أورلان في 1 يناير/كانون الثاني 1838.  في 1853 تم فصل الجزء الشمالي من بيوغن ليشكل بلدية مستقلة. في 1 يناير/كانون الثاني 1896 تم فصل الجزء الجنوبي من فارنس ليشكل بلدية عُرفت بأغدينس. بعد التقسيم بقيت أورلان بتعداد سكاني يقدر بـ: 3,649 نسمة.

### التسمية
اسم أورلان باللغة النوردية القديمة هو Yrjar، وهو لاشتقاق لجمع كلمة aurr وتعني «الحصى». الجزء الأخير من الاسم land أُضيف في القرن الـ16 (وكان يهجئ على النحو الآتي: Ørieland سنة 1590).

### شعار النبالة
شعار النبالة اُعتمد حديثا في 9 فبراير/شباط 1979، وهو مقتبس من شعار الليدي إنغر من أوسترات، وهي امرأة نبيلة عاشت في ضيعة أوسترات، بأورلان ولعبت دورا مهما في تاريخ المنطقة بين 1488 و1555. ألف الكاتب النرويجي هنريك إبسن مسرحية حولها تحت عنوان «الليدي أنغر من أوسترات».

### الكنائس
تمتلك كنيسة النرويج أبشرية واحدة في أورلان، وهي تابعة لعمادة فوسان وأسقفية نيداروس.
| الأبشرية | اسم الكنيسة     | تاريخ البناء | موقع الكنيسة |
| -------- | --------------- | ------------ | ------------ |
| أورلان   | أورلان كيركا    | 1342         | براكستاد     |
| أورلان   | ستورفوسنا كيركا | 1915         | ستورفوسنا    |

## الجغرافيا

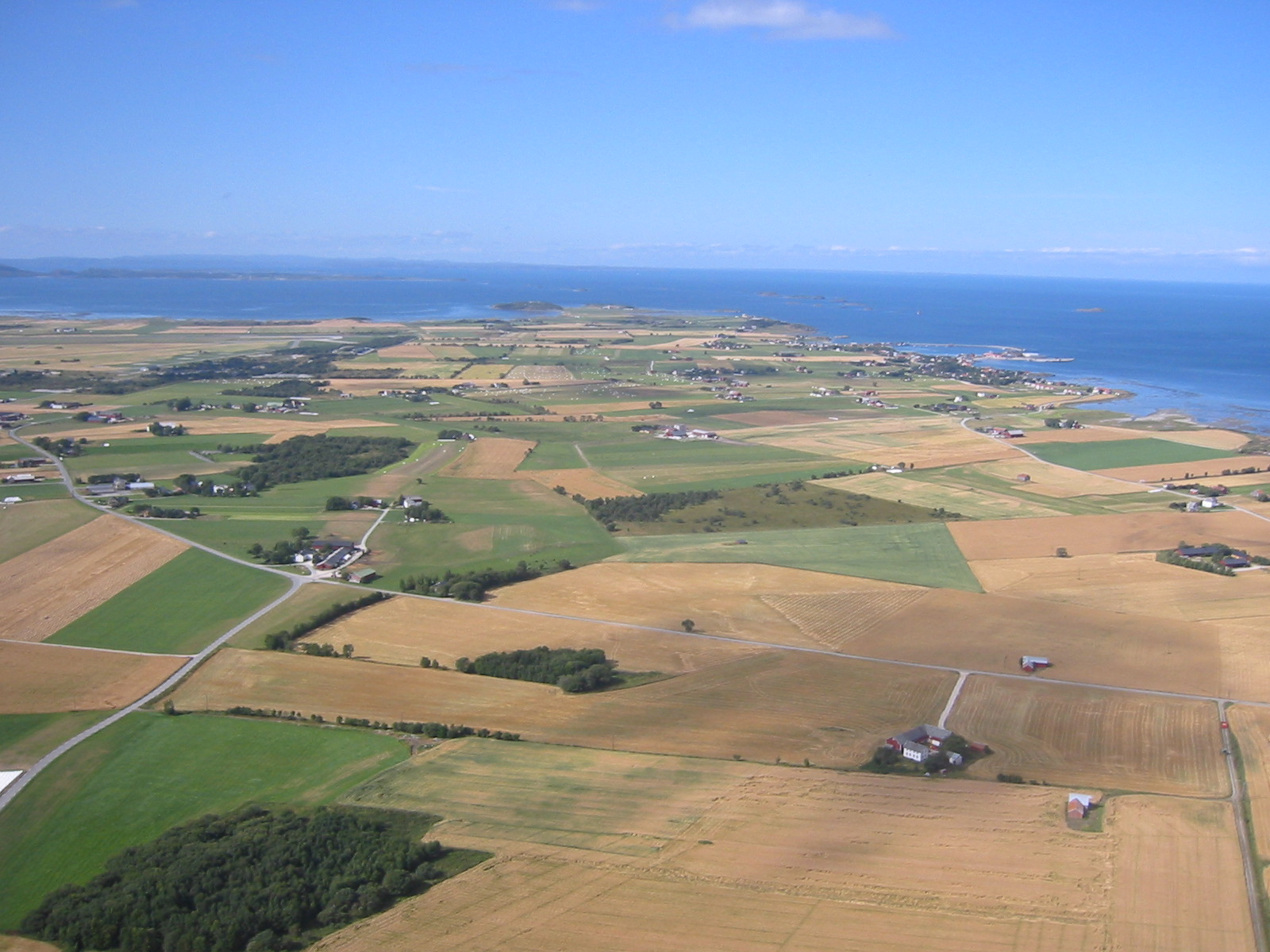
المناظر الطبيعية ل: بلدية أورلاند، النرويج. ينظر إليها من الشرق والجنوب الشرقي. مع Ryggen و Rønne و Uthaug و Hoøya

يغلب على أورلان الطابع السهلي، وهذا ما يجعل تضاريسها تختلف بشكل ملحوظ عن باقي مناطق النرويج، فأقل من 2% فقط من أراضي المنطقة يتجاوز ارتفاعها 160 مترا عن سطح البحر. يتم استغلال هذه الأراضي المنبسطة في الزراعة وبناء الأحياء السكنية، كما أُقيمت عليها قاعدة جوية عسكرية ومحميات طبيعية. كما يوجد في الجزء الشرقي منطقة جبلية وتوجد فيها أعلى قمة بأرولان: أسبليكامن بارتفاع يقدر بـ285 مترا عن سطح البحر. تضم البلدية ثلاث جزر مأهولة بالسكان (غارتن، كراكفاغ وستورفوسنا) والعديد من الجزر غير المأهولة.
يوجد بأورلان أربعة مناطق رطبة محمية بموجب اتفاقية راسمار الدولية لحماية المناطق الرطبة، وهي: غراندافيارا، هوفسفيارا، إنستراندفيارا وكراكفاغسفت، وتشكل مواطن للطيور البحرية، طيور الكراكي والطيور المهاجرة.

### المناخ
يسود أورلان مناخ معتدل، رغم كونه عاصف (يتميز بشدة هبوب الرياح)، أغلب الرياح تهب من الجنوبي الغربي، ويرافقها أحيانا سقوط الأمطار أو الثلوج. متوسط درجة الحرارة السنوي هو 5.8 درجة مئوية، ومعدل هطول الأمطار يقدر بـ1,048 ملم سنويا. تتميز أورلان بتساقط الثلوج، التي لا تدوم لأكثر من 3 إلى 4 أيام في مدينة براكستاد والمناطق الساحلية، لكنها تعمر لوقت أطول في الأجزء الشرق، ما يوفر ظروف مناسبة لممارسة التزلج  ونشاطات شتوية أخرى.

## الاقتصاد
أهم الأنشطة الاقتصادية في أورلان هي الفلاحة، الصناعة، الخدمات العامة والتجارة. تعد أورلان مركزا محليا للتسوق والخدمات المتعلقة بقطاع الأعمال.
قاعدة أورلان الجوية العسكرية التابعة للقوات الجوية الملكية النرويجية تعد مصدرا هاما للتوظيف، حيث توفر أكثر من 650 وظيفة (عام 2013) ويتوقع أن يرتفع هذا العدد إلى 1070 وظيفة عام 2020. تعد قاعدة أورلان واحدة من بين اثنتين من أهم القواعد الجوية العسكرية في النرويج، وفي عام 2012 قرر البرلمان النرويجي وضع مزيدا من الطائرات المقاتلة في هذه القاعدة.
من أهم المصانع الموجودة في أورلان: ماسكون هوا، أُنشئ سنة 1986 ويقوم بإنتاج الأفرشة والوسائد والبطانيات، يقع مقره في براكستاد;  غرونتفدت، أُنشئ سنة 1988 ويملك معلمين في أوتهاوغ وكراكفاغ، وهو مصنع مختص في تعليب الأسماك، ويعد أكبر منتج لسمك الرنجة المعلب عالميا. مصنع أورلان للحليب والجبن أغلق سنة 2011.
الفلاحة تشغل حوالي 8% من السكان (عام 2010). أهم المنتوجات الفلاحية هي الحليب، الحبوب واللحم.  بتك أرولان للإدخار تأسس سنة 1849 وهي الثاني من نوعه في النرويج بعد بنك كريستيانيا الذي تأسس قبل 26 عاما.

## النقل
تنقل العبارات المسافرين من براكستاد إلى تروندهايم سواء لأغراض الدراسة أو العمل، كما تساهم في نقل العمال العاملين في القاعدة الجوية العسكرية والقاطنين خارج أورلان، ويقدر متوسط عدد المسافرين ما بين 900 إلى 400 مسافر يوميا.
يقع مقر الخطوط الجوية النرويجية بمدينة براكستاد بأورلان، وتنظم رحلات بين أورلان ومطار أوسلو الدولي، وكذلك رحلات إلى آلبوغ بالدانمارك.
تم ربط جزيرة غارتين بالنرويج القارية بواسطة جسر سنة 1923. يوجد جسر يربط جزيرتي ستورفوسنا وكراكفاغ افتتح سنة 2003. تقوم العبارات بنقل المسافرين بين غراتين وستورفوسنا، وأيضا بين ليكسا وفارنس مرورا بخلل تروندهايم.
تتوفر أورلان على كل من خدمتي ADSL/VDSL  وكذلك G4.

## التعليم
حديثا تم ترميم مدرستين ابتدائيتين، أوبهاوغ وهاربارغ، كما يتوقع افتتاح مدرسة ابتدائية جديدة بمدينة براكستاد في عام 2017. المدرسة الإعدادية رممت بدورها سنة 2009 وتقع ببراكستاد. أغلب طلاب المدرسة الثانوية يزاولون دروسم بمدرسة فوسان الثانوية. إضافة إلى ذلك تتوفر أورلان على العديد من دور الحضانة.

## الصحة
تطور مركز الخدمات الصحية بأرولان من مجرد عيادة صحية تم تأسيسها وإدارتها من طرف جمعية النساء النرويجية للصحة العامة، إلى مركز يقدم خدمات صحية عديدة ومتطورة، ويعد واحدا من أكبر المراكز الصحية غير المركزية في النرويج.

## معرض صور

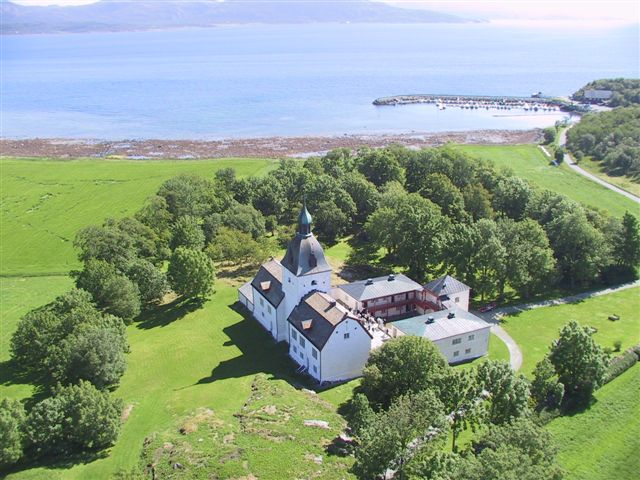
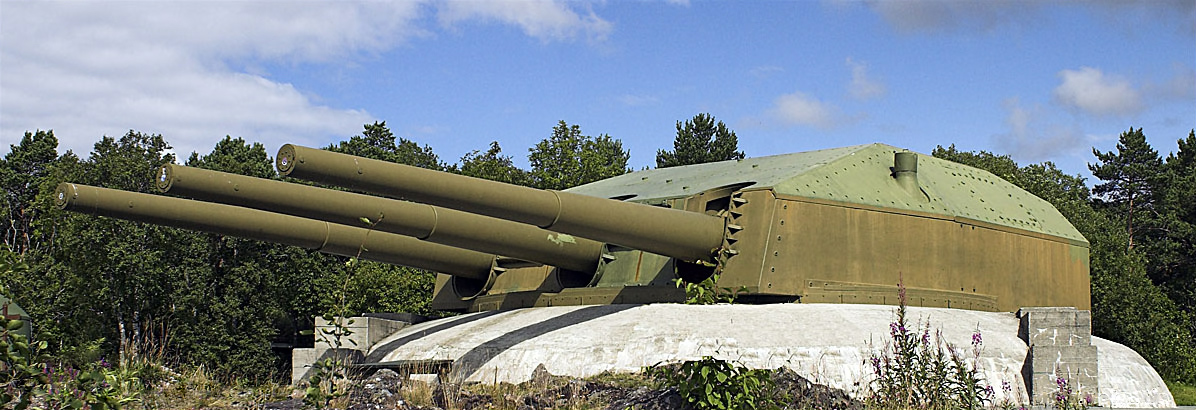
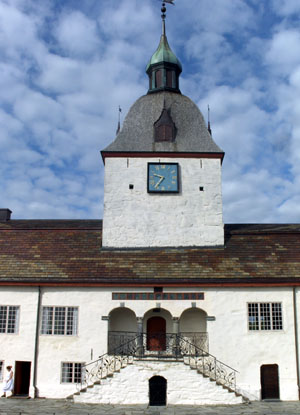
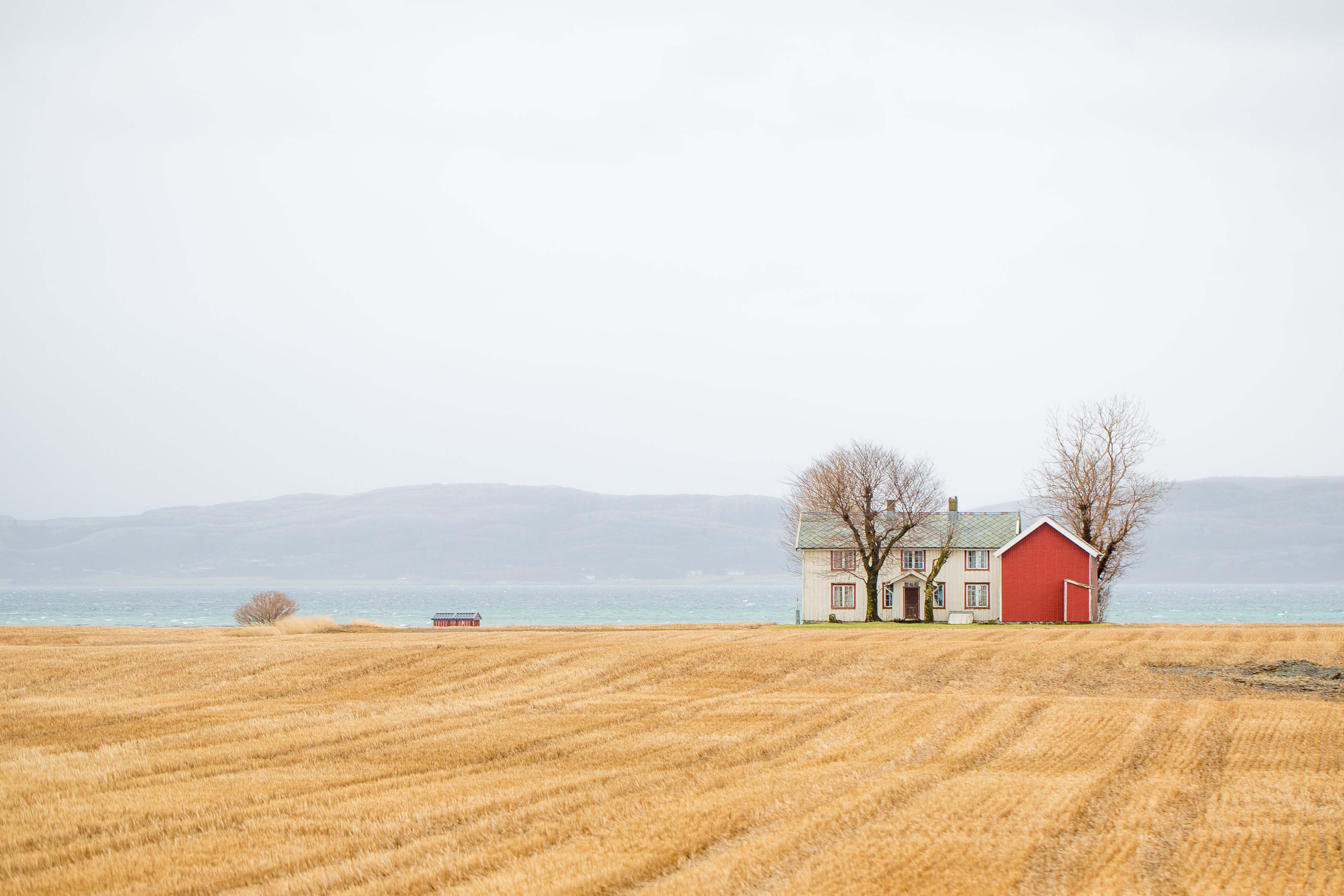
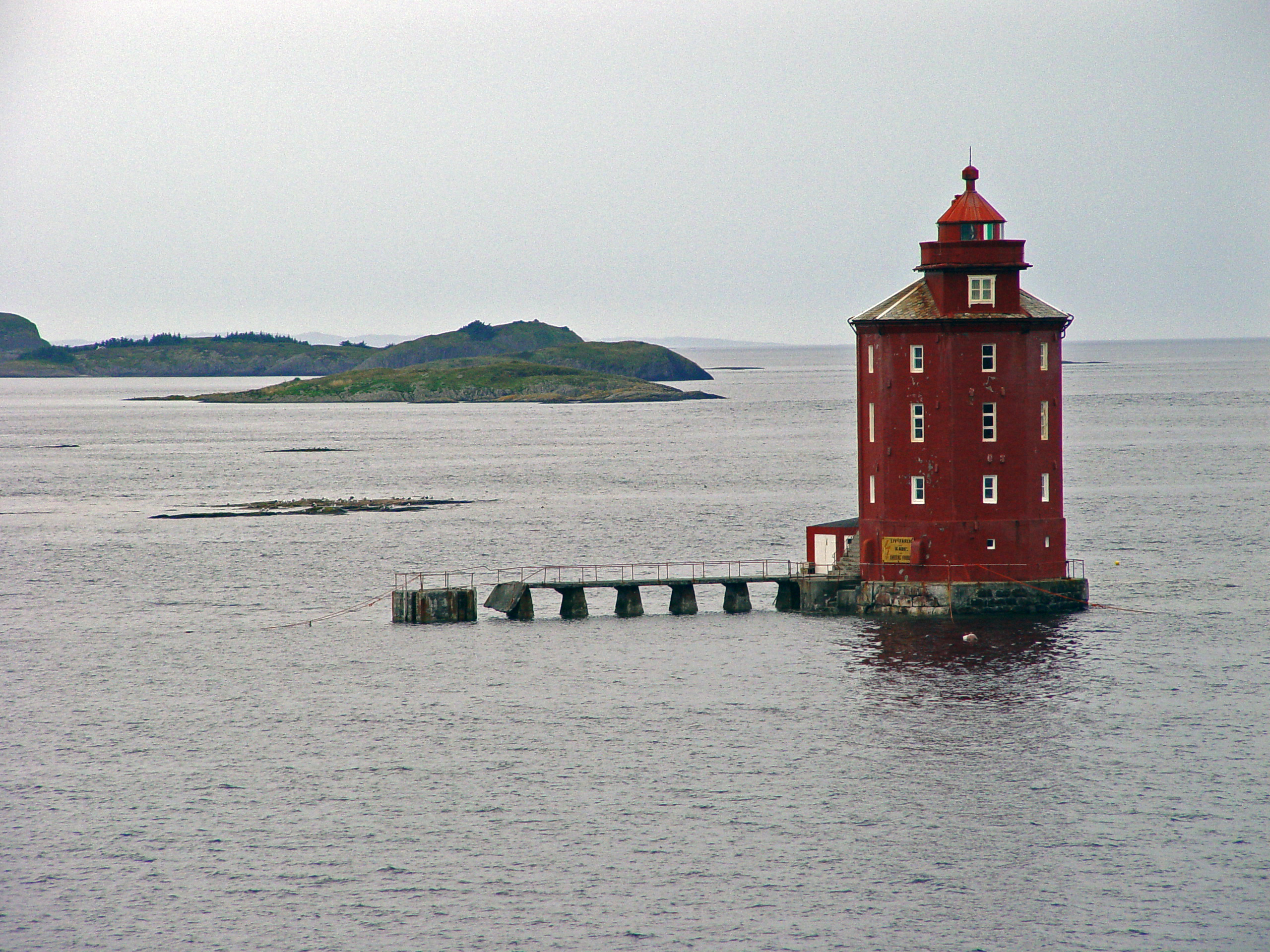

## روابط خارجية
- الدليل السياحي لمقاطعة سور تروندلاغ على Wikivoyage
- إحصاءات حول أورلان في موقع الإحصاءات النرويجي.